# Kénitra

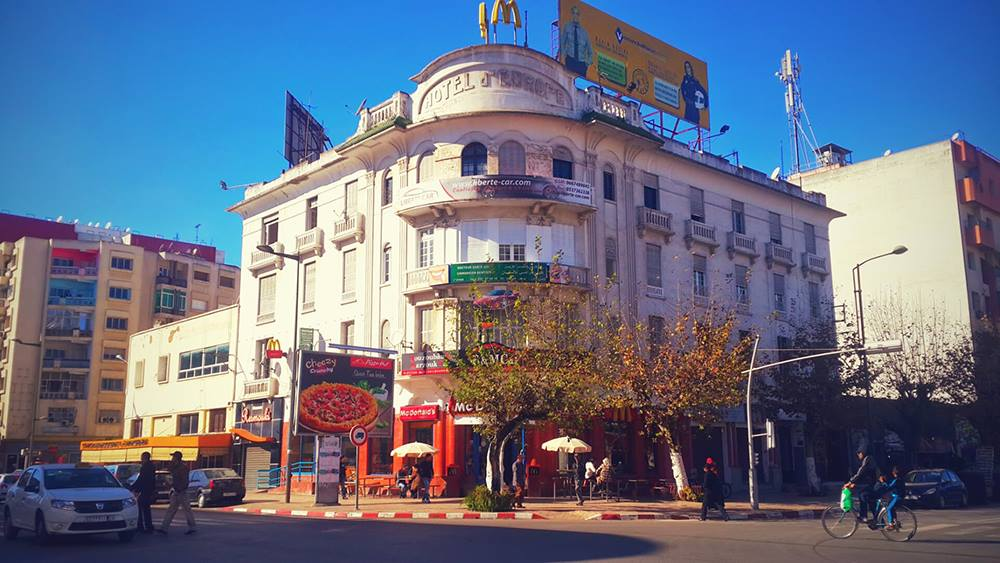
Vue de l'ancien Hôtel d'Europe.

Kénitra (en berbère : ⵇⵏⵉⵟⵔⴰ ; en arabe القنيطرة et en arabe marocain, à l'oral, qni-tra, petit pont) est une ville du Maroc. Pendant le protectorat français, la ville porte le nom de Port-Lyautey.
D'une superficie de 76 km2[Information douteuse], Kénitra est l’une des plus grandes villes marocaines reliant les villes du Nord à la capitale du pays. La ville se situe sur la rive sud de l’oued Sebou à 12 km de l’embouchure sur l’océan Atlantique vers Mehdia et à environ 35 km de Rabat.
Depuis les élections de septembre 2021, Anas Bouanani dirige la ville de Kénitra.

## Histoire

### Antiquité
L'histoire de la région remonte à l'époque romaine. De l'an 40 à l'an 280, la petite ville antique de Thamusida était située près de la ville actuelle de Kénitra à environ 23 km à vol d'oiseau, au nord de Mehdia, sur la rive gauche du fleuve Sebou. La ville était liée avec le monde romain (Italie) ou romanisé (Espagne méridionale).
Plusieurs historiens la lient étroitement à la kasbah de Mehdia, qui fut fréquentée par les Phéniciens et construite par Hannon au VIe siècle av. J.-C.. Les Phéniciens fondèrent le comptoir de « Thymieterium » (ou Thymiaterion) à Mehdia au VIe siècle av. J.-C. :
- « Après avoir franchi les colonnes d'Hercule et navigué environ deux journées, nous fondâmes une première ville à laquelle nous donnâmes le nom de Thymiateria : elle dominait une grande plaine »[6].
- « L'évaluation des journées de navigation et le détail topographique ont permis d'identifier la ville carthaginoise avec l'actuelle Mehdia »[6].

Le Périple du Pseudo-Scylax datant du IVe siècle av. J.-C. ou du IIIe siècle av. J.-C., cite le nom de Thymiateria, comme étant le port et la ville des Phéniciens.
Au IVe siècle de l'Hégire (Xe siècle apr. J.-C.), les écrivains arabes mentionnent une ville placée à l'embouchure du « Wadi Sabu » dénommée Al-Ma'mura (la peuplée, la florissante) ou Halk (l'embouchure) Al-Ma'mura ou encore Halk Sabu. Au XIIe siècle, les Banu Hilal s'installent dans les plaines atlantiques (Doukkala, Chaouia, Gharb), dans le centre-est (Al Haouz, Tadla) et en moindre mesure dans l'Oriental. Le calife Abu Yaqub Yusuf les subdivise en plusieurs parties et fait installer dans la région les Jochem, qui engendreront les Sofyan et les Khlot. Les Jochem cohabitent avec les Berbères.

### XXesiècle
Le 19 mai 1911, le Capitaine Petitjean est tué au cours d'un engagement à deux kilomètres de Kénitra. Son corps est ramené à la Kasbah de Kénitra, une citadelle située sur la rive gauche du fleuve Sebou et construite entre 1895-1896, sous le règne du Sultan Moulay Abd el Aziz.
L'historien français Daniel Rivet décrit dans son ouvrage l’architecture de la citadelle :
« La kasbah de Kénitra, semblable à toutes les anciennes kasbah (citadelle) des sultans. Elle se présente comme un quadrilatère d'une centaine de mètres de côté, flanqué de tours carrées sur quatre coins et au milieu de chaque face. L'enceinte crénelée dégage l'impression générale d'une petite forteresse »( pages 20–25).

### Protectorat français

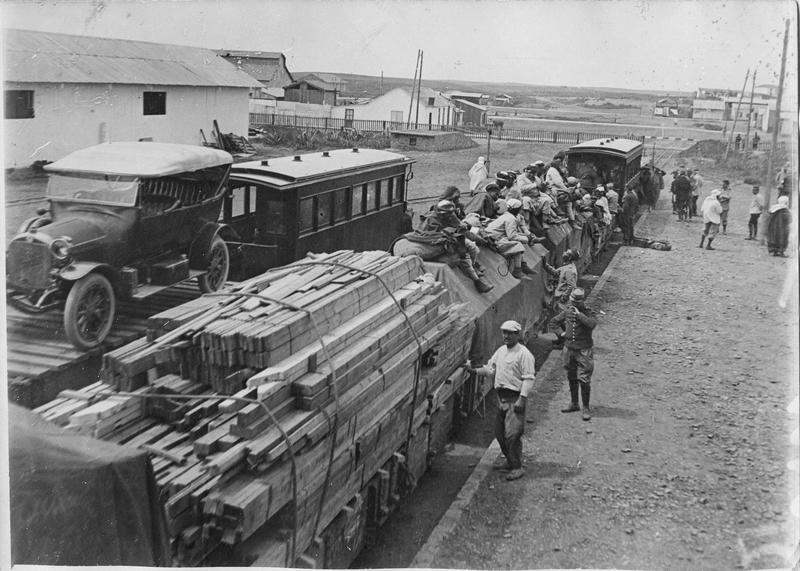
La gare en 1916.

La ville moderne de Kénitra est bâtie sur les instructions de Hubert Lyautey en 1912. La ville est dotée d'un plan directeur signé par Lyautey le 19 décembre 1914 ( page 26).
Son nom provient de l'arabe Qnitra, « petit pont » ; il est tiré d'un ponceau construit sur l'oued Fouarat ou oued Souart en amont de la casbah. Ce ponceau «ali et addi» sera détruit en 1928, n'ayant plus d'utilité car l'oued avait été détourné. En 1932, la ville de Kénitra est renommée Port-Lyautey.

### Seconde Guerre mondiale

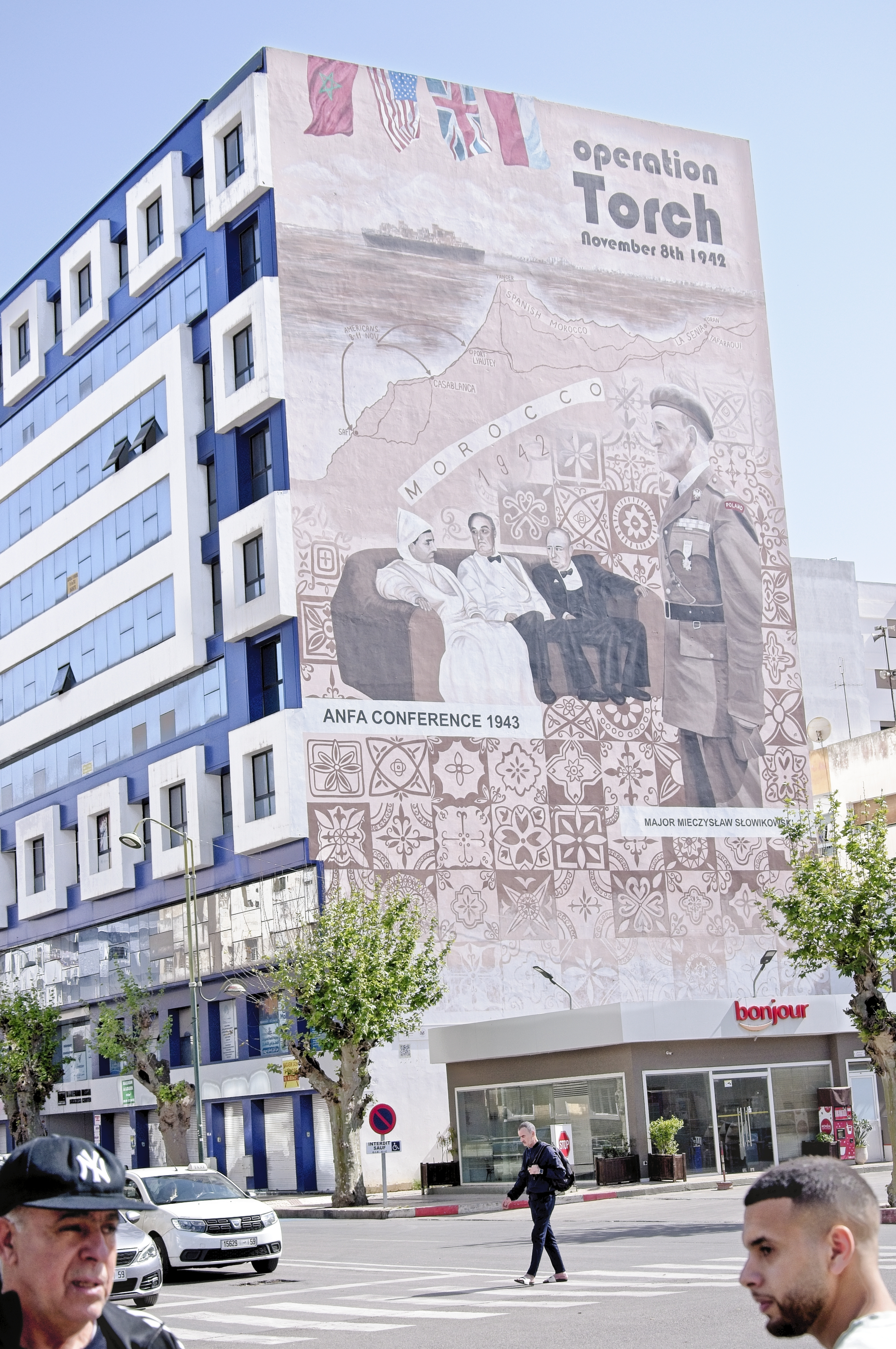
Une fresque à Kenitra commémore les 80 ans de l'opération Torch.

Le 8 novembre 1942, lors de la Seconde Guerre mondiale, durant l'opération Torch, les troupes américaines débarquent en Afrique du Nord, Maroc et Algérie. Un débarquement a lieu à Mehdia, à l'embouchure du fleuve Sebou, près de Kénitra, l'objectif étant de s'emparer rapidement de la base d'aéronautique navale de Port-Lyautey mise en service en 1939 et de l'important nœud ferroviaire qui dessert l'Algérie. Après de durs combats près de la kasbah de Mehdia, un armistice est conclu pour l'ensemble des points de débarquement. L'amiral Darlan impose un cessez-le-feu le 11 novembre 1942 ( p. 62, 66-67 et 74). Les Américains établissent une base aérienne et des sous-marins, la Craw Field (en).

### Une ville moderne

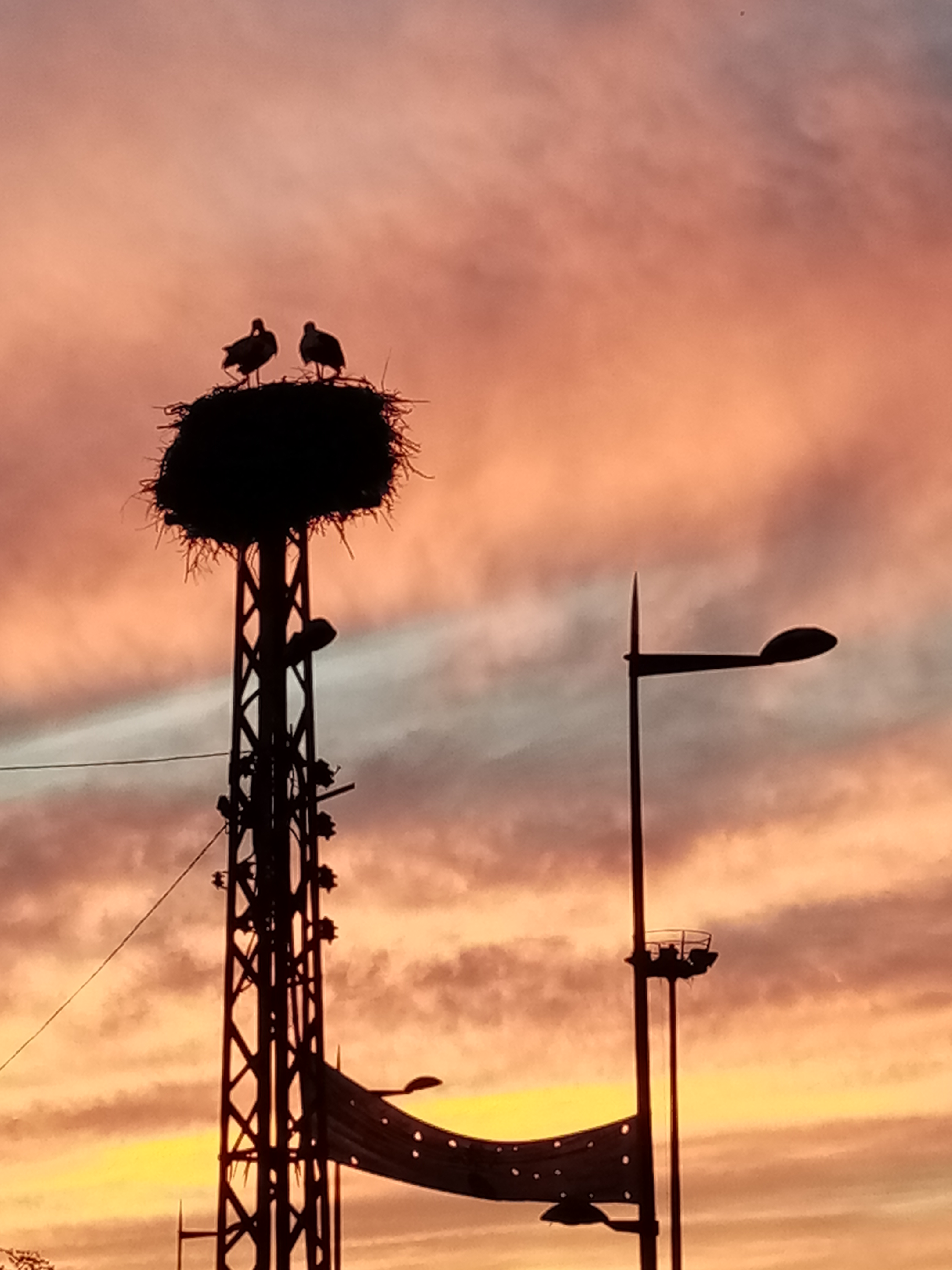
Couple de cigogne, symbole aviaire de la ville, ayant nidifié sur un poteau

Durant près de 24 ans, elle porte le nom de Port-Lyautey. En mars 1956, lorsque le Maroc devient indépendant, la ville retrouve son nom d'origine, Kénitra.
De nombreux nouveaux projets industriels y voient le jour, comme la zone franche. Les immeubles ne dépassent pas les huit étages.
Kénitra est l’une des plus grandes villes marocaines et l’une des plus importantes du nord-ouest du Royaume. La ville se trouve sur la rive sud de l’oued Sebou à 12 km de l’embouchure sur l’océan Atlantique au niveau de Mehdia-plage. Elle se situe dans un carrefour de routes commerciales, reliant les villes du nord et de l’est du Maroc.

### Héraldique
| Petites armoiries de Kénitra | Les armoiries de la ville de Kénitra se blasonnent ainsi : « De sinople à un pont d’argent à deux arches sommé d’une cigogne du même et flottant sur trois ondes du même, à la bordure ondulée d’or à sept encres de gueules, trois en chef, trois en flanc dextre, trois en flanc sénestre, celle en sénestre de la pointe posée en tranché, celle du dextre de la pointe posée en taillé. L’écu est timbré de la couronne royale marocaine. ». | Grandes armoiries de la ville de Kénitra |

## Politique et administration

### Gestion
Le conseil communal de Kénitra aussi appelé conseil municipal se réunit obligatoirement 3 fois par an, lors de la première semaine des mois de février, mai et octobre. Il peut également se réunir : 
- Sur la demande du Maire[12]
- Sur la demande de 1/3 des élus[12]
- Sur la demande du gouverneur[12]

La présence des conseillers municipaux est obligatoire et ceux-ci sont informés de la date 10 jours avant.
Les séances du conseil sont ouvertes au publiques. Tout citoyen ou association a le droit de venir pour y assister.
Le président de la commune de Kénitra aussi appelé Maire de Kénitra :
- Dirige l'administration de la ville[12]
- Doit exécuter le budget voté par le conseil communal[12]
- Doit exécuter les décisions prises par le conseil communal[12]
- Est l'ordonnateur des dépenses et recettes[12].
- Peut demander au gouverneur l'usage de la force publique pour mettre en œuvre les décisions du conseil[12].

### Élections 2021
Depuis les élections communales de 2021, le Maire de Kénitra est Anas El Bouanani, il a été destitué en septembre 2024 par la justice, suite à des irrégularités dans la délivrance d’autorisations de construction d’habitats.

#### Anciens Maires
| Période   | Maire            | Parti | Profession |
| --------- | ---------------- | ----- | ---------- |
| 2009-2015 | Aziz Rabbah      | PJD   | Ingénieur  |
| 2015-2021 | Aziz Rabbah      | PJD   | Ingénieur  |
| 2021-2024 | Anas El Bouanani | RNI   | Notaire    |

## Géographie

### Géologie et relief

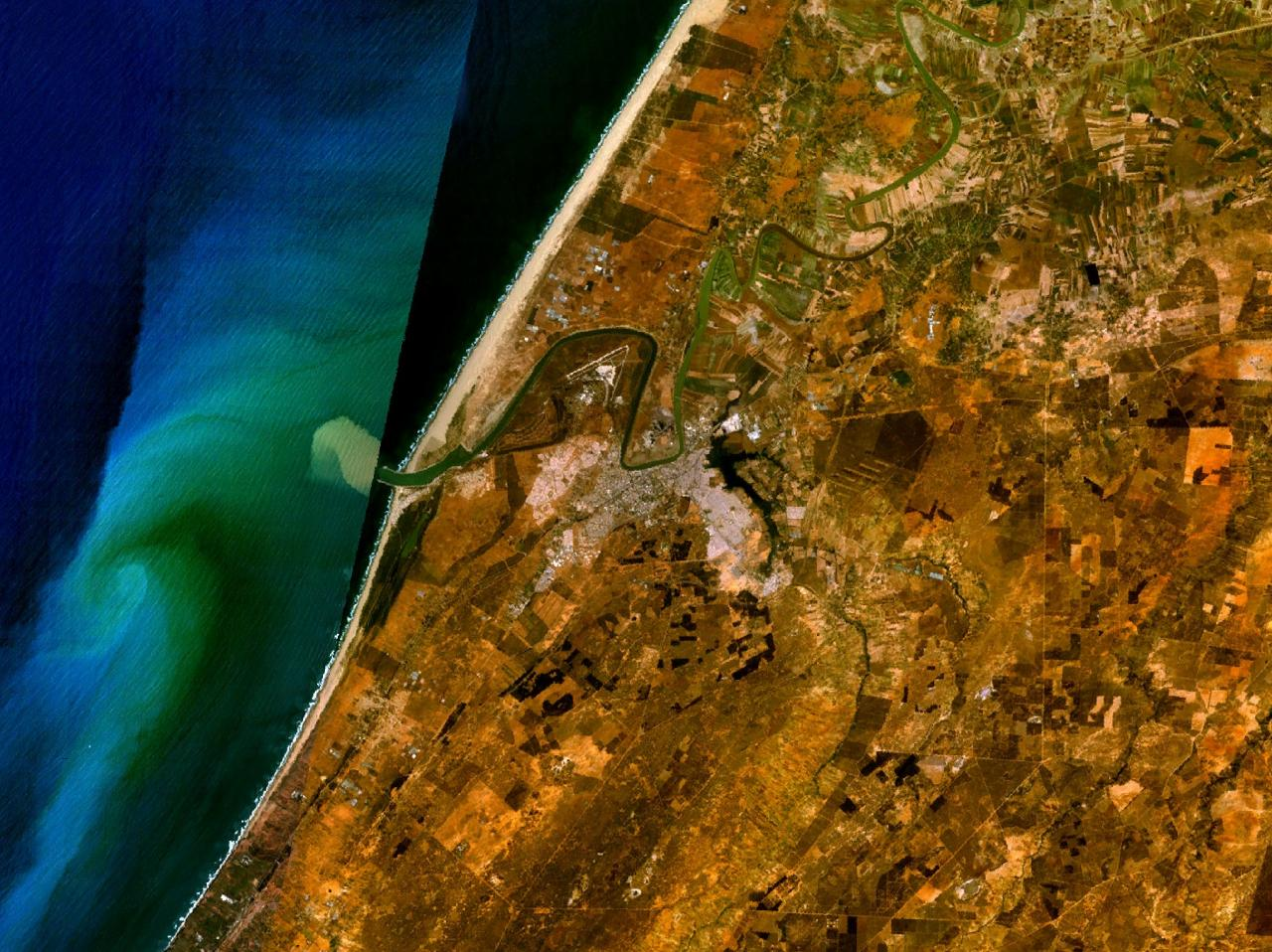
Kénitra vue de l'espace.

La région de Kenitra appartient au domaine le Rharb-Mamora. Le Rharb se trouve affecté d'une subsidence continue depuis le Vindobonien moyen (mise en place des nappes). Encore active de nos jours, cette subsidence est soulignée par un enfoncement de 3 m des égouts de la cité romaine de Banasa située au cœur de la plaine ; elle apparaît déjà nettement sur la carte du toit du Miocène.
Alors que s'effectue dans la mer tortonienne l'avancée des nappes prérifaines, la sédimentation se poursuit, déposant, jusqu'au début du Pliocène, une épaisse série marneuse pouvant atteindre 200 m de puissance dans la plaine, contre quelques centaines de mètres sur les bordures, conformément à l'ampleur de la subsidence dans le bassin. Cette série, dite des « marne sableuses », constitue le plancher imperméable des niveaux aquifères du Rharb ; tous les terrains antérieurs ne jouent pratiquement aucun rôle hydrogéologique.
Le cycle sédimentaire de l'ère tertiaire s'achève au Pliocène, caractérisé par des dépôts à caractères régressifs identifiés à l'affleurement sur les bordures du bassin : au Nord, ce sont des lumachelles et conglomérats, à l'Est, des sables jaunes, au Sud-Est des sables et grès coquillers. Divers sondages ont rencontré ces formations sous la plaine. Ces dépôts, en général peu épais, ne constituent qu'exceptionnellement l'objectif de recherches hydrogéologiques.

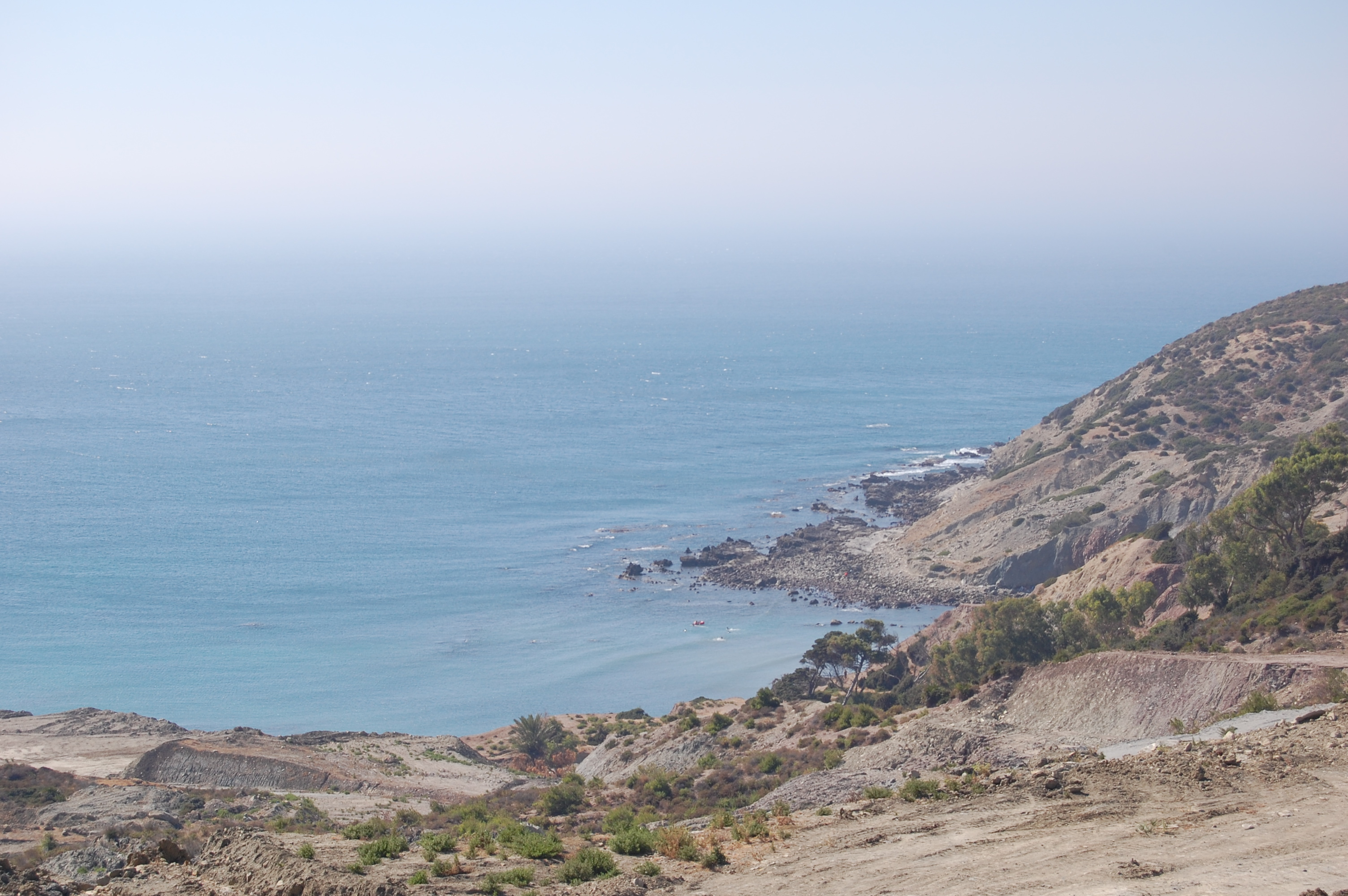

À la fin du Pliocène, la mer n'occupe plus dans le Rharb qu'un golfe qui va sans cesse se rétrécir. Les premières transgressions marines quaternaires (Calabrien - Sicilien) n'intéresseront plus qu'une étroite bande (20 km au plus) parallèle à la côte actuelle ; les suivantes seront encore moins sensibles. Ces pulsations ont laissé des sédiments d'origine marine : calcaires gréseux, grès et sables qui sont datés à l'affleurement en quelques points privilégiés de la Mamora et qu'accompagnent d'anciens cordons dunaires apparaissant sous forme de sables souvent grésifiés.
L'ensemble de ces formations, localisé en zone côtière et dans une partie de la Mamora, peut atteindre 200 m d'épaisseur et constitue une zone d'infiltration et un réservoir aquifère de première importance.
À l'amont de cette zone d'influence marine s'accumulaient, au cours de la même période, des sédiments d'origine continentale, alternativement grossiers (galets- cailloutis) et fins (limons et argiles) selon la pluviosité des époques et la violence de l'érosion. En fait, dans le détail, la répartition de ces matériaux est capricieuse et varie rapidement dans le sens latéral. De gros efforts ont été déployés par les hydrogéologues pour identifier des repères et corréler ces niveaux à distance ; la plupart des procédés modernes de l'analyse sédiment logique : microfaunes, minéraux lourds, granulométrie, minéraux argileux ainsi que les procédés classiques de la corrélation : examen et conservation des déblais de forage, carottage mécanique, carottage électrique, ont été mis en œuvre sans apporter de résultats satisfaisants ; actuellement encore, c'est la seule comparaison subjective avec les affleurements les plus proches ou les sondages voisins qui guide les corrélations chronologiques.
On affecte habituellement :
- Au Villafranchien et Quaternaire ancien (Moulouyien - Régrégien - Salétien) d'importants épandages de galets et cailloutis, bien représentés au Nord et à l'Est de la plaine, qui peuvent atteindre 250 m d'épaisseur. Les formations rouges de la Mamora, constituées de sables fin argileux et de cailloutis, bien développées au Sud, se rattachent également à cette période.
- À l'Amirien, des sédiments argileux et limoneux à poupées calcaires (jusqu'à 50 m d'épaisseur).
- Au Tennsiftien, un nouvel épisode à cailloutis dans des sables plus ou moins argileux (jusqu'à 60 m d'épaisseur).
- Au Soltanien, des faciès limoneux rouges et jaunes comportant quelques niveaux de cailloutis à la base (jusqu'à 50 m d'épaisseur).
- Au Rharbien (ou Actuel), des dépôts qui recouvrent l'ensemble de la basse plaine et qui sont soit des limons plus ou moins sableux (des) soit des sols noirs argileux (tirs).

### Climat
| Donnée climatique de Kénitra         | Donnée climatique de Kénitra | Donnée climatique de Kénitra | Donnée climatique de Kénitra | Donnée climatique de Kénitra | Donnée climatique de Kénitra | Donnée climatique de Kénitra | Donnée climatique de Kénitra | Donnée climatique de Kénitra | Donnée climatique de Kénitra | Donnée climatique de Kénitra | Donnée climatique de Kénitra | Donnée climatique de Kénitra | Donnée climatique de Kénitra |
| Mois                                 | Jan                          | Fev                          | Mar                          | Avr                          | Mai                          | Jui                          | Jui                          | Auo                          | Sep                          | Oct                          | Nov                          | Dec                          | Année                        |
| ------------------------------------ | ---------------------------- | ---------------------------- | ---------------------------- | ---------------------------- | ---------------------------- | ---------------------------- | ---------------------------- | ---------------------------- | ---------------------------- | ---------------------------- | ---------------------------- | ---------------------------- | ---------------------------- |
| Moyenne haute °C                     | 17.3                         | 18.1                         | 19.5                         | 20.6                         | 22.8                         | 24.8                         | 27.4                         | 27.9                         | 27.1                         | 24.7                         | 21.1                         | 18.0                         | 22.4                         |
| Moyenne quotidienne °C               | 12.3                         | 13.3                         | 14.4                         | 15.7                         | 18.1                         | 20.6                         | 23.0 )                       | 23.3                         | 22.2                         | 19.4                         | 15.9                         | 13.0                         | 17.6                         |
| Moyenne faible °C                    | 7.2                          | 8.5                          | 9.3                          | 10.9                         | 13.4                         | 16.3                         | 18.6                         | 18.7                         | 17.4                         | 14.1                         | 10.7                         | 8.0                          | 12.8                         |
| Moyenne des précipitations           | 97.6                         | 94.6                         | 74.9                         | 67.3                         | 37.8                         | 5.8                          | 0.4                          | 0.6                          | 10.7                         | 63.0                         | 130.0                        | 135.9                        | 718.6                        |
| Jours de précipitations moyennes     | 12.3                         | 12.7                         | 12.2                         | 11.0                         | 7.6                          | 2.9                          | 0.3                          | 0.7                          | 2.8                          | 8.6                          | 13.3                         | 14.0                         | 98.4                         |
| Moyenne mensuelle d'heures de soleil | 165.0                        | 170.4                        | 229.8                        | 255.8                        | 296.7                        | 302.9                        | 326.5                        | 312.8                        | 263.8                        | 227.2                        | 174.6                        | 161.4                        | 2,886.9                      |
| Source: NOAA                         |                              |                              |                              |                              |                              |                              |                              |                              |                              |                              |                              |                              |                              |

## Démographie
| 1994    | 2004            | 2014            | 2024            |
| ------- | --------------- | --------------- | --------------- |
| 292 453 | 359 142 · 22,8% | 431 282 · 20,1% | 507 736 · 17,7% |

## Quartiers
- La cité (Route de Mehdia)
- Mimosas
- Village
- Ain Sebaa
- Bir Anzarane
- Quartier Alfath
- Val-Fleury
- Bir Rami Est
- Al Baladya
- Fouarat
- Bir Rami Ouest
- Ismaïlia
- Haddada
- Golf
- Seyad
- Corcica
- La Ville-Haute
- Pam
- Bir Rami Industriel
- Al Maghrib Al Arabi
- La base
- Bab Fès (Jardat alkadi)
- Quartier Assafaa
- Diour Sniak
- Khabazat
- Mellah
- Ouled Oujih
- Haouzia
- Taïbia
- Quartier Maamora
- Ourida
- Inara
- La Cigogne
- Oulad M'barek
- Quartier Al Alama
- Quartier NAHDA
- El Menzah
- El Assam
- Diour 10000
- Saknia
- Dawar Sahrawa
- Dawar el aaskar
- Erchad
- Larma
- Atlas
- Afka
- Messira

## Économie
Capitale économique de la région historique du Gharb au nord-ouest du pays, Kénitra est considérée aujourd'hui comme l'une des principales villes marocaines. Elle est réputée entre autres pour son exportation de produits agricoles, et est souvent citée comme étant la capitale agricole du Maroc[réf. nécessaire].

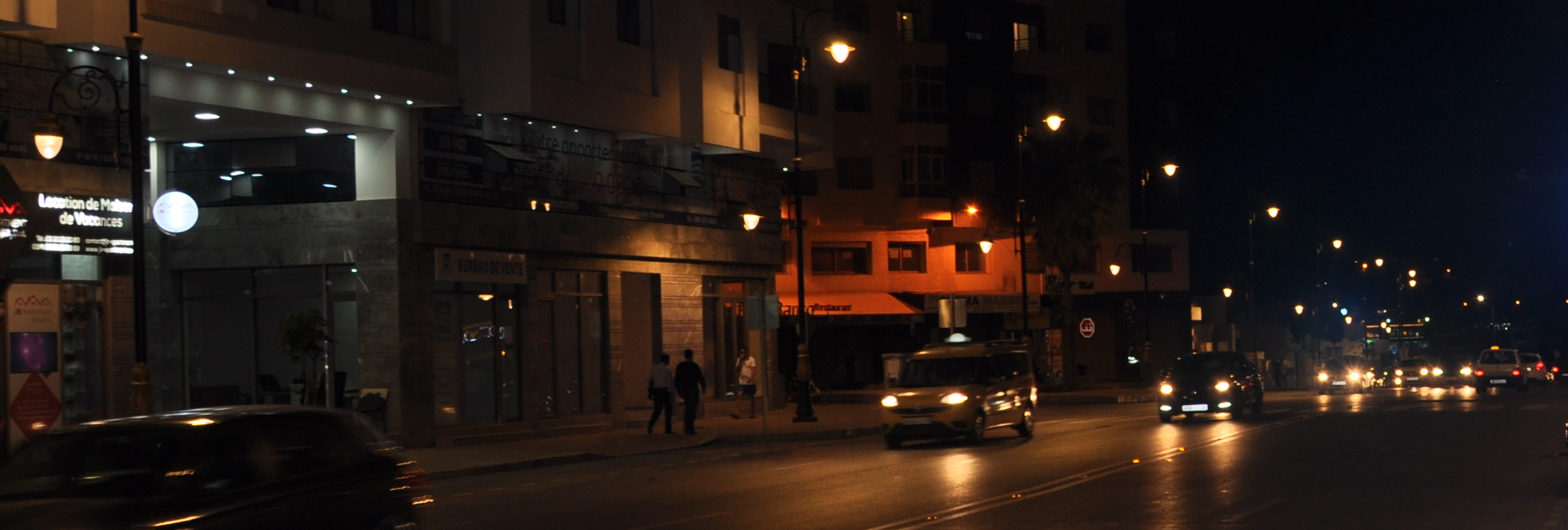
Panorama de Kénitra nocturne sur la rue Al Jahid au prolongement de l’avenue Mohamed Diouri

### Atlantic Free Zone
Kénitra accueille également Atlantic Free Zone, la plus grande zone franche d'exportation du continent africain (345 ha), située dans la banlieue de la ville ; elle héberge notamment une unité d'assemblage de Stellantis, la production de Peugeot 208 démarre en 2020.

### Transports et infrastructures

#### Protection des eaux potables
Les effluents (eaux usées) de la ville ont fait l'objet d'un suivi scientifique de la part des chercheurs de l'Université Ibn Tofail, en vue d'alerter les autorités sur la menace sur les approvisionnements en eau potable (AEP).

#### Réseau ferroviaire

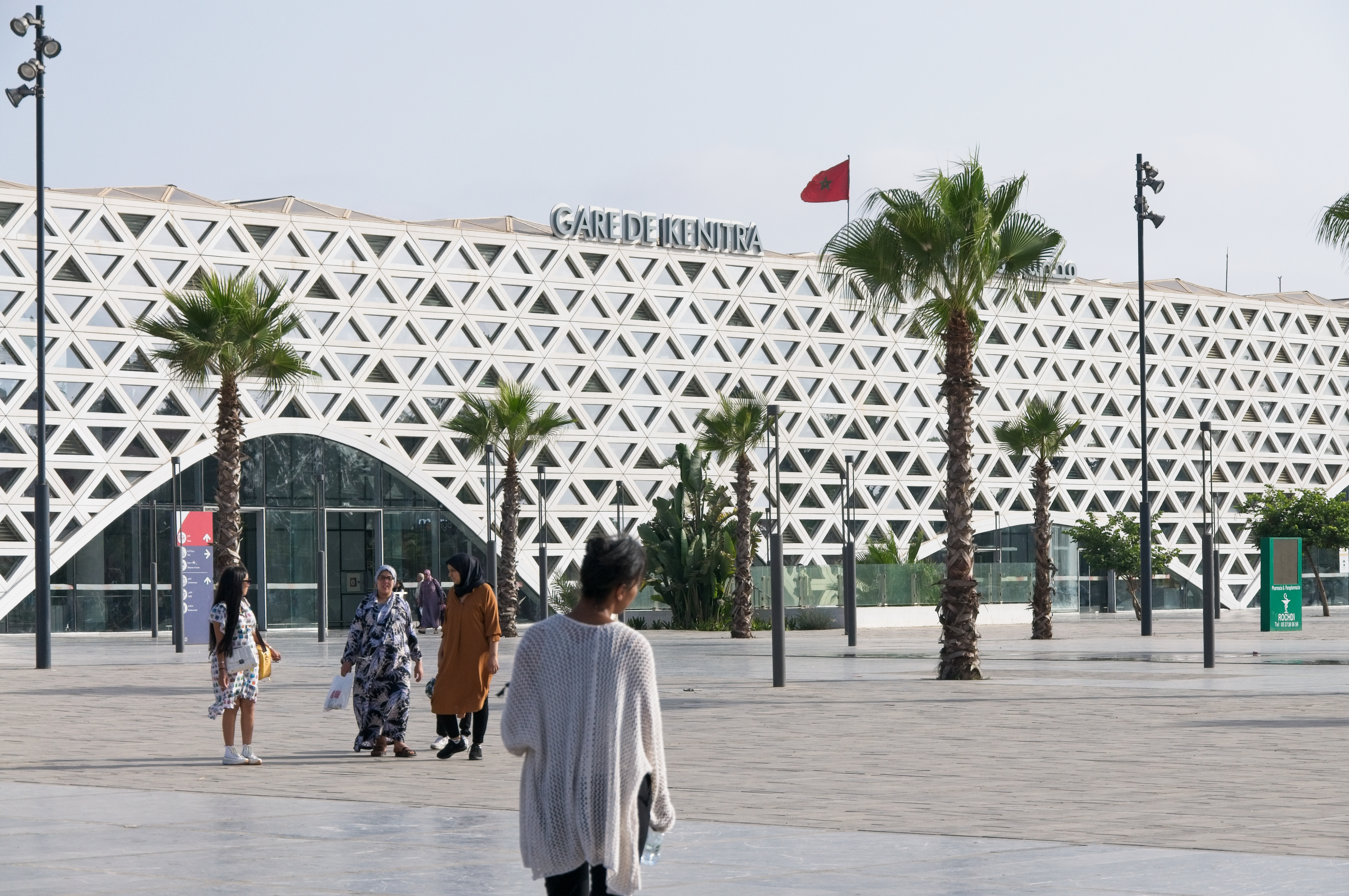
Détail façade de la gare TGV de Kenitra construite par SOGEA

Avec la gare de Kénitra-Ville, la capitale historique du Gharb est à trente minutes de Rabat et à une heure et demie de Casablanca par le TNR.
Par ailleurs, la ville est reliée par une Ligne à grande vitesse à Tanger au nord et à Casablanca au sud.

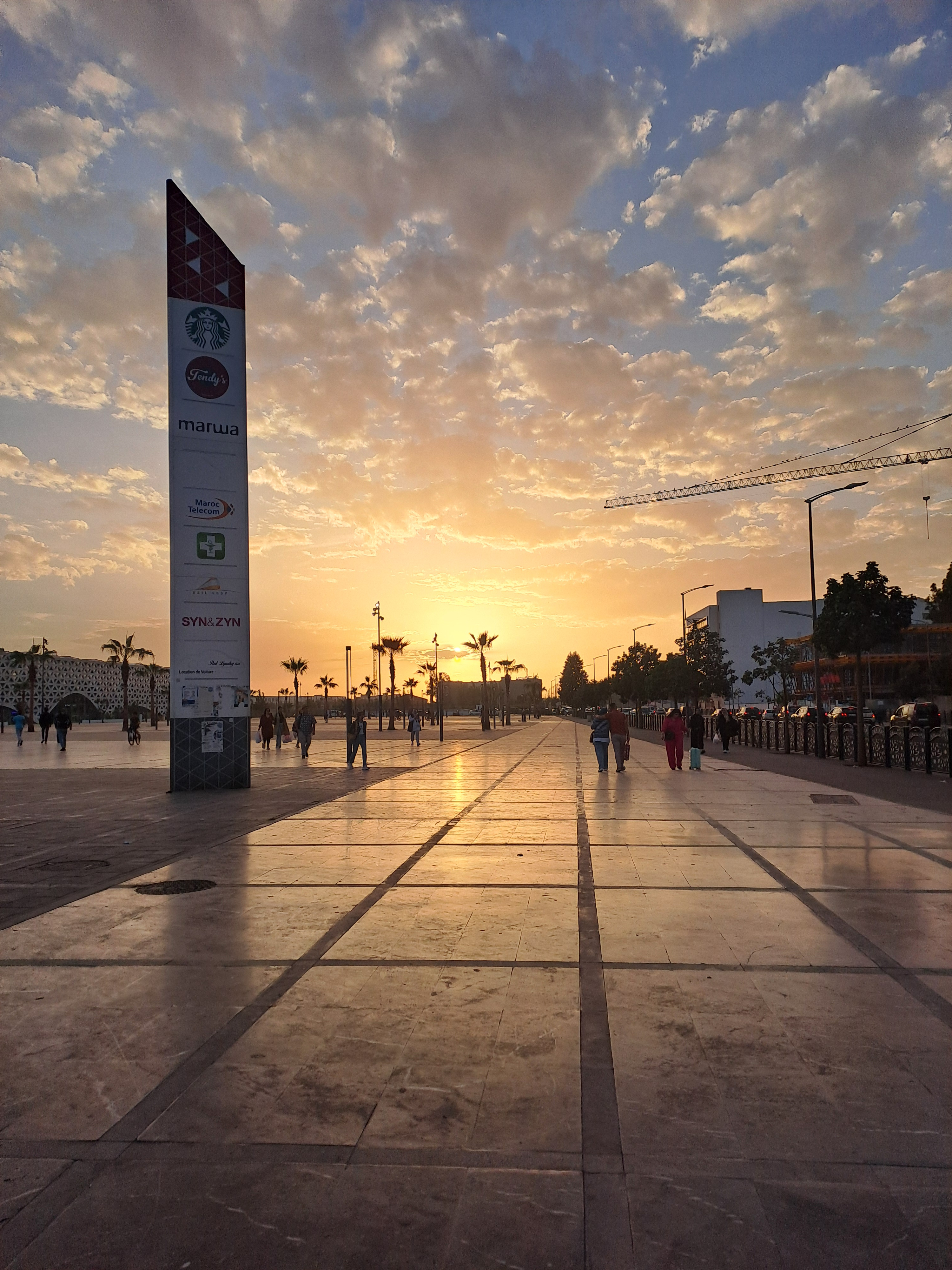
Parvis de la gare de Kénitra au crépuscule sous le soleil

#### Réseau autoroutier
Kénitra est longée par l'autoroute Tanger Med - Rabat qui la relie jusqu'à Agadir au Sud et à Tanger au Nord ainsi que Oujda vers l'oriental.
Le boulevard principal de la ville, nommé boulevard Mohammed V, traverse la ville du nord (Direction Tanger) au sud (Direction Rabat) et est considéré comme le plus grand boulevard du continent africain, sa longueur dépasse ainsi les trente-quatre kilomètres.

#### Réseau fluvial
Le port de Kénitra sur le Sebou, qui était considéré comme le 2e port commercial marocain et le 1er et unique port fluvial, a cessé toute activité commerciale le 14 mai 2013 à la suite de la décision de l'Agence Nationale des Ports. Le port avait de facto arrêté son activité depuis huit mois avant cette décision, et est encore dans l'attente d'un arrêté définitif par le Ministère de l'Équipement et du Transport.
Le ministère de tutelle a par ailleurs lancé en 2012 le projet Kénitra Atlantique, dans le cadre de la stratégie nationale portuaire à l'horizon 2030, pour répondre aux besoins des importateurs et exportateurs de la région.

## Sites naturels et loisirs

### Plages
La station balnéaire de Mehdia et la plage Taxi Beach sont les plages les plus appréciées des vacanciers. Situées sur la côté Atlantique, ces plages sont prisées pour la pratique des sports nautiques en particulier le surf.

## Transport

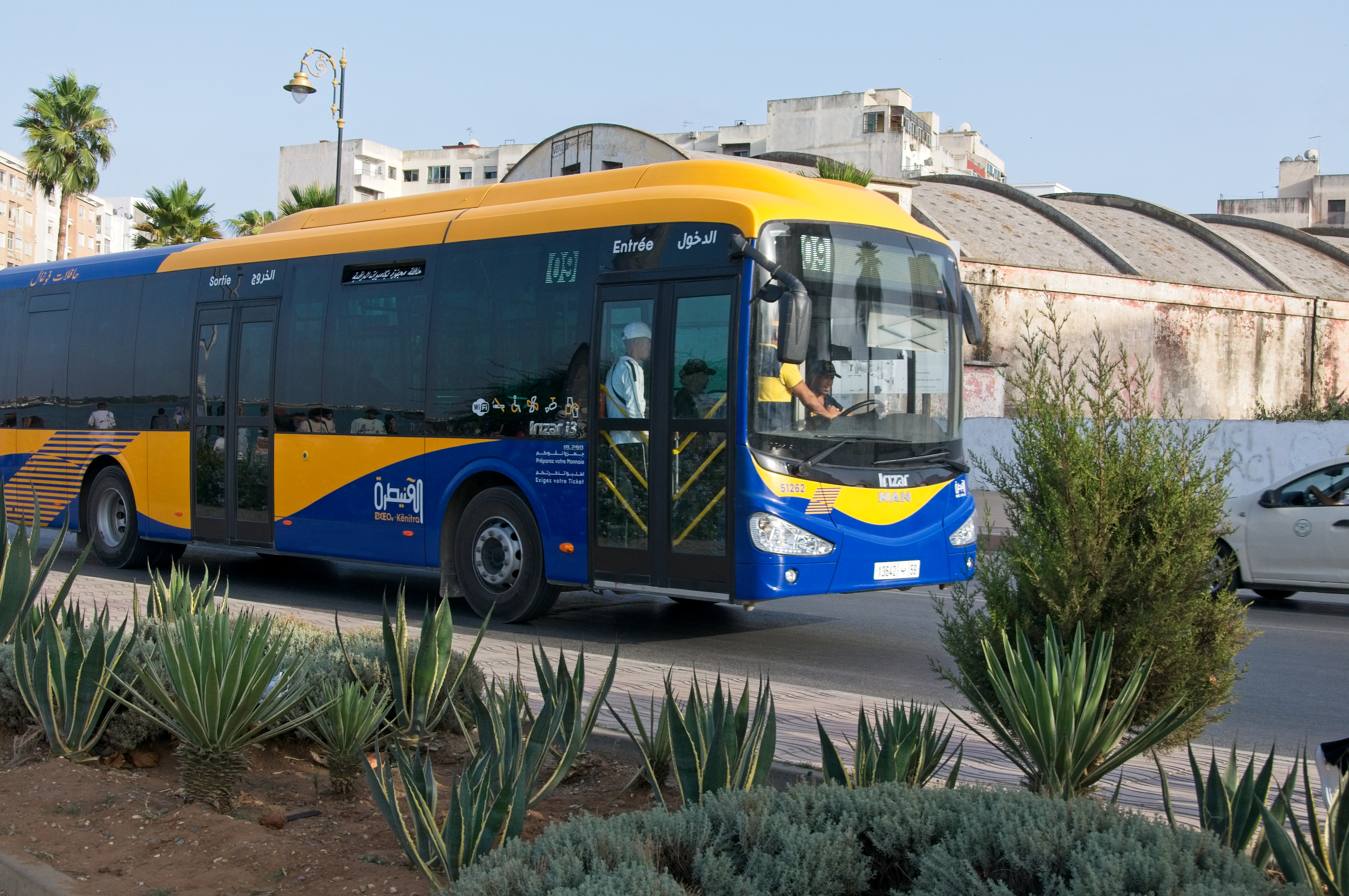
Un autobus circulant dans Kenitra, Maroc, le 17 juillet 2022

La ville possède deux types de taxi : les petits, de couleur beige, pour les trajets à l'intérieur de la ville, et les grands, de couleur jaune, pour les trajets inter-cités Et centre-ville ; les petits coûtent plus cher que les grands, mais les grands peuvent véhiculer plus de passagers en même temps.
En janvier 2022, après avoir une vécu une grave crise de plus de deux années de ses transports , la ville réceptionne une flotte de 138 bus nouvelle génération et fabriqués au Maroc dont 89 à Kenitra. Les trajets que vont assurer ces nouveaux bus concernent 17 itinéraires urbains reliant cinq communes de la ville. Les nouveaux bus desserviront 577 stations, avec 28 millions de passagers annuellement.

## Tourisme
Bien que ne faisant pas partie des circuits touristiques Marocains classiques, la ville et ses alentours ne manquent pas de sites historiques ou consacrés à la biodiversité ou à des loisirs balnéaires :
- le site de Mehdia avec sa kasbah historique, sa plage de sable fin, ses activités nautiques liées à la forte houle atlantique,
- la merja (ou lac) de Sidi-Boughaba, un site protégé au titre de la convention de Ramsar sur les zones humides, Escalier silvestre de la réserve de Sidi-Boughaba

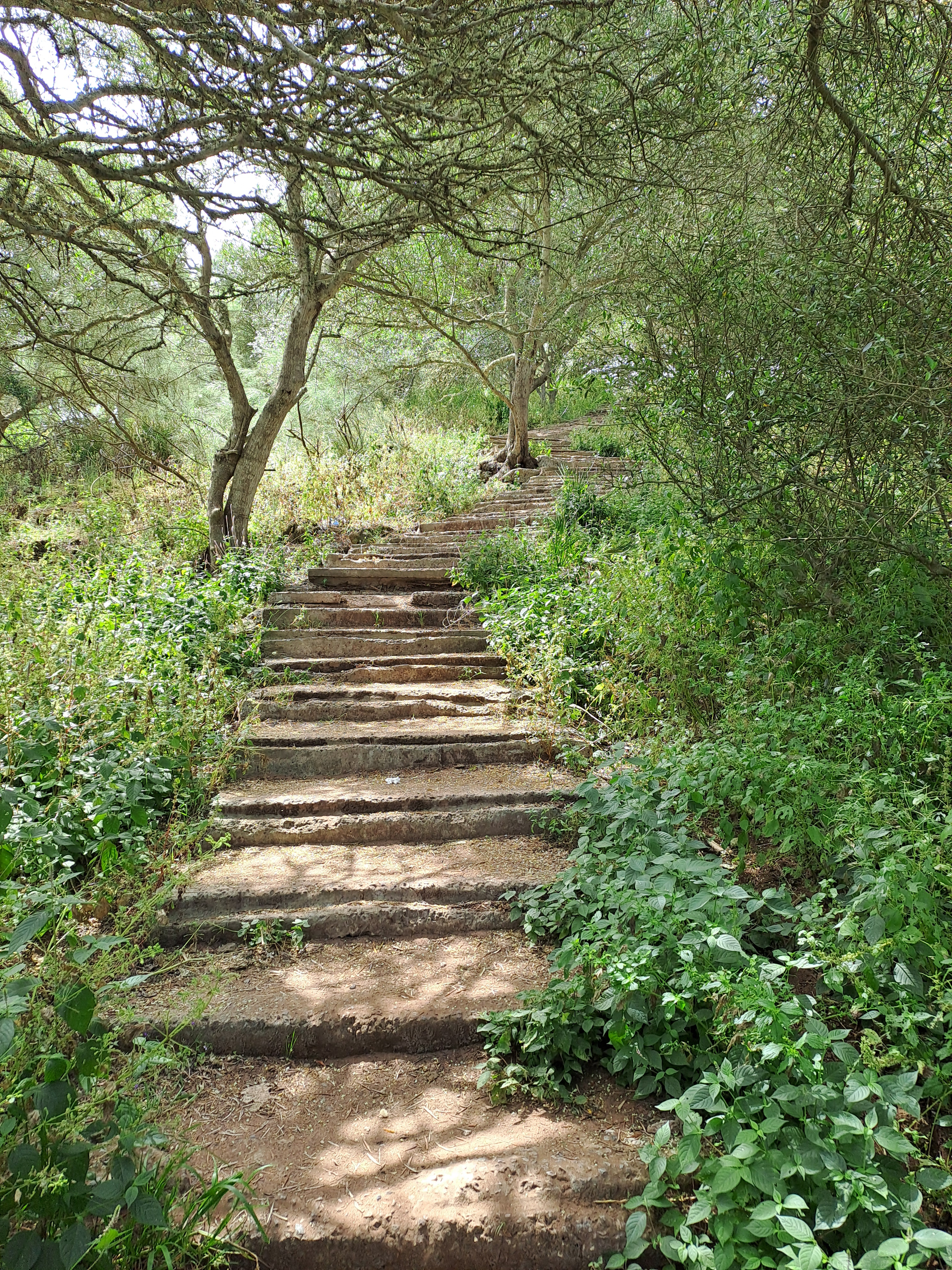
Escalier silvestre de la réserve de Sidi-Boughaba

- le site historique de Thamusida, ancien établissement romain,
- la forêt de la Mamora[22],
- etc.

### Infrastructures hôtelières
Kénitra possède une assez bonne infrastructure hôtelière ; on trouve un hôtel 5 étoiles et des hôtels 4 étoiles, et il y a des hôtels 3 étoiles, On y trouve également d'autres hôtels de moindre importance.
La plupart des hôtels remontent à l'époque du protectorat français. La ville n'a pas eu de vocation touristique avant les années 1970. Aujourd'hui, Kénitra accueille chaque année de plus en plus de touristes, bien que ce nombre ne soit pas très important. Environ 25 000 touristes ont visité Kénitra en 2005.

## Instituts
- Université Ibn-Tofail (Lettres et Sciences humaines, Sciences, Droit, Économie et Gestion)
- Classes préparatoires pour les études supérieures en matière de biologie et mathématiques
- Classes préparatoires aux grandes écoles d'ingénieurs (CPGE) - MP et PSI - du lycée Mohammed VI
- CPGE d'ingénieurs (lycée Ibn El Wafid)
- Classe préparatoire aux grandes écoles ECT
- E-DLTRA (École spécialisée des déclarants en douanes, de la logistique et du transport)
- ENSA Kénitra (École nationale des sciences appliquées de Kénitra)
- ENCG Kénitra (École nationale de commerce et de gestion de Kénitra)
- ESSIC Kénitra (École supérieure des sciences de l'ingénierie commerciale de Kénitra)
- HECI Kénitra (Hautes études commerciales et informatiques de Kénitra)
- ENSA Kénitra (École nationale des sciences appliqués et de technologies)
- ESCK (École supérieure de commerce de Kénitra) : école supérieure de commerce et centre de classes préparatoires commerciales
- École des instituteurs
- IRTSEF (Institut royal des techniciens spécialisés des eaux et forêts)
- ESEP (École spécialisée des études paramédicales)
- ISTA Maamora Kénitra (Institut spécialisé de technologie appliquée de Kénitra)
- IFCS Kénitra (Institut de formation aux carrières de santé de Kénitra)
- ICAC SUP (Institut supérieur de comptabilité d'administration et de commerce)
- Groupe EFET (École française d’enseignement technique)
- Institut français de Kénitra
- IRP (Institut royal de police)
- EPCK Kénitra (École de perfectionnement des cadres du ministère de l'Intérieur de Kénitra)
- CIG Kénitra (Centre d'instruction de génie des Forces armées royales de Kénitra)
- CIT Kénitra (Centre d'instruction des transmissions des Forces armées royales de Kénitra)
- IMEP (Institut marocain d'enseignement professionnel privé) : branche du tourisme et de l'hôtellerie
- BTS de maintenance industrielle (lycée Ibn El Wafid)
- BTS de comptabilité et gestion Carrefour Khattabi
- BTS de génie informatique (lycée technique Ibn Sina)
- EPIL (école professionnelle d'informatique et langues)
- ICAC SUP (Institut supérieur de comptabilité d'administration et de commerce)
- HECGI (Hautes études de commerce de gestion et d'informatique) : grande école formant des managers dans le monde du management et des sciences informatiques
- Cofitec (Centre de formation technique professionnel privé)
- Centre de perfectionnement technique maroco-allemand (électronique, électricité et mécanique industrielle)

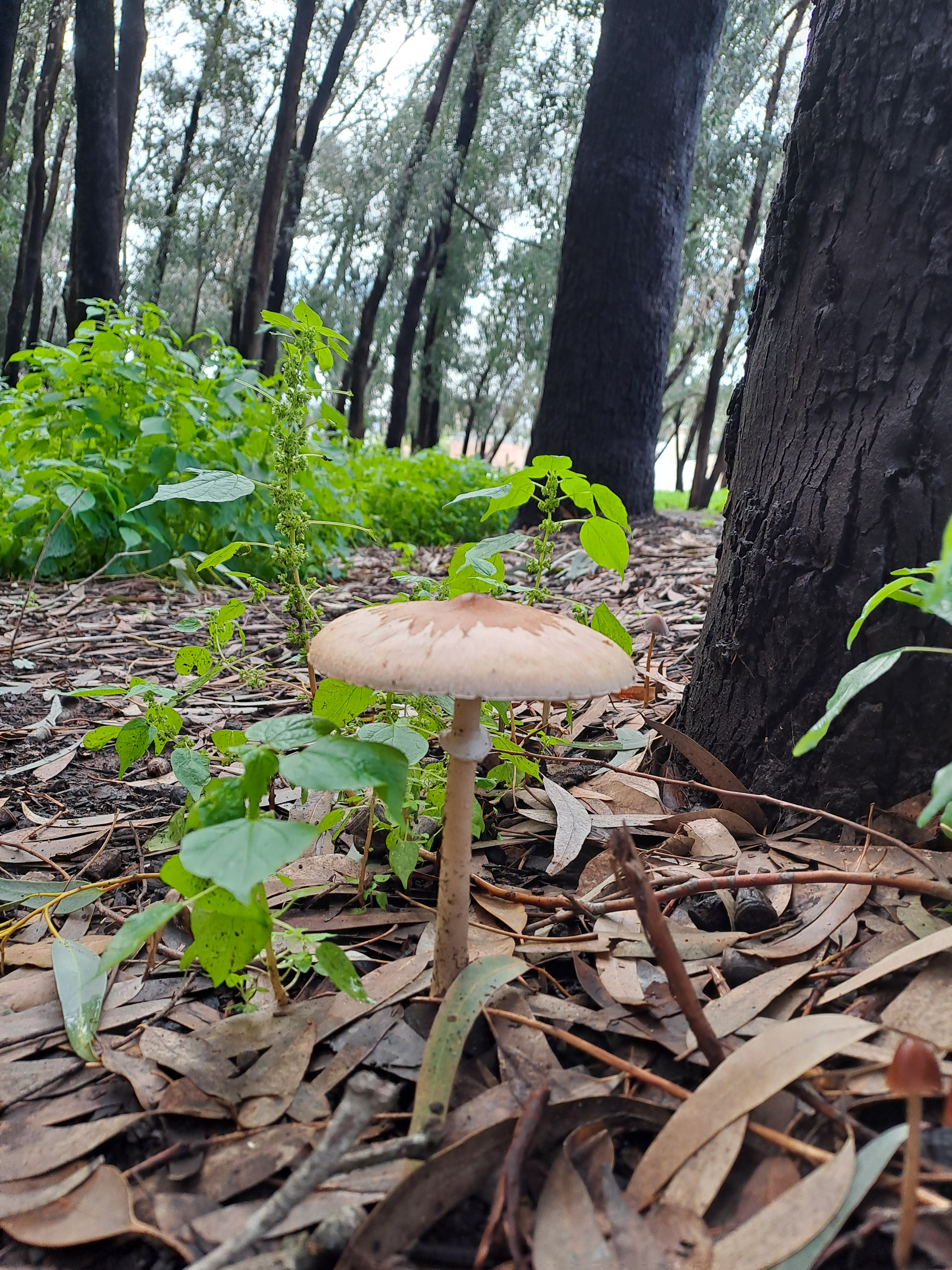
Vue d’un champignon au parc Sidi El Boukhari à Kénitra

## Sports

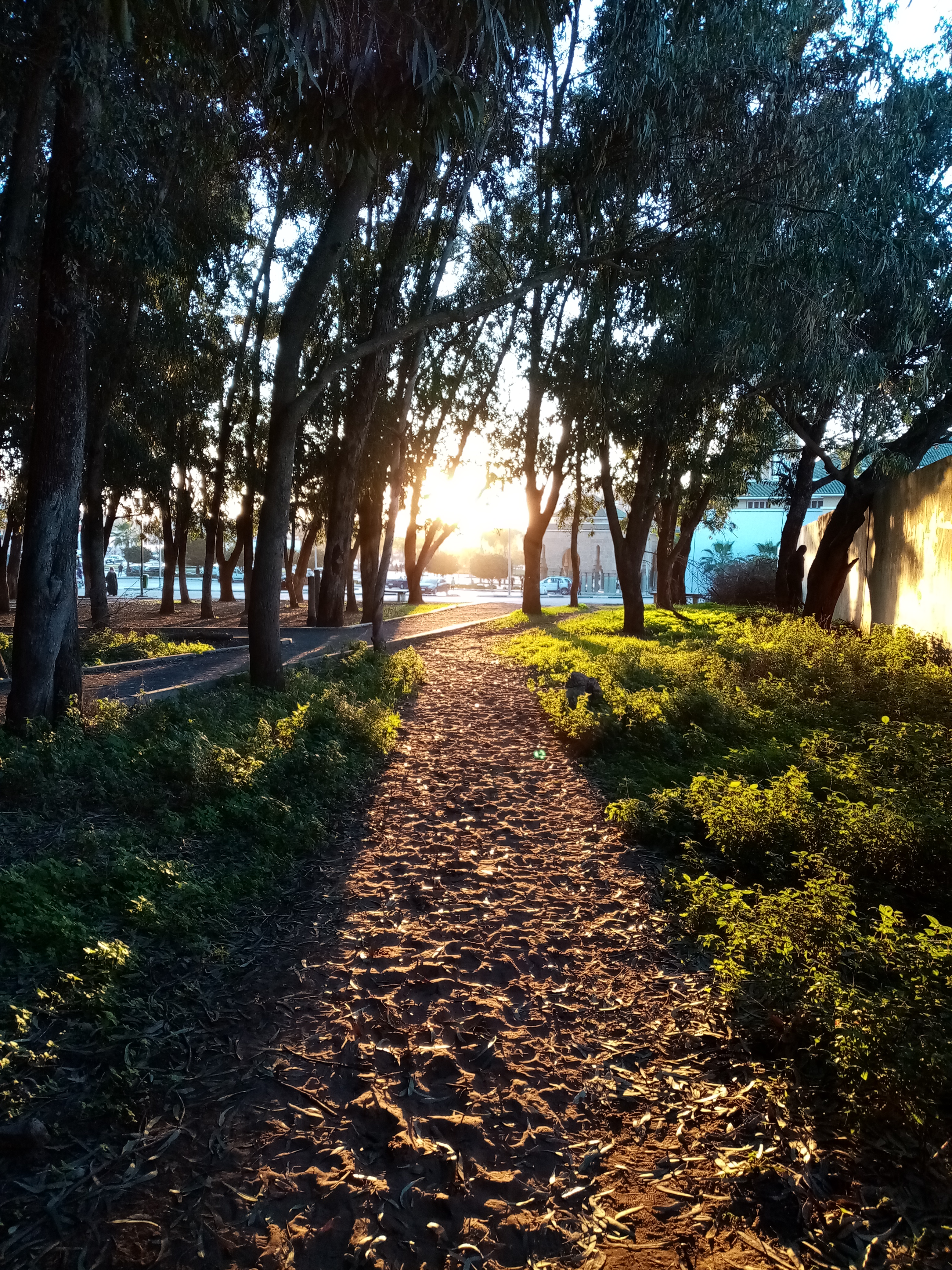
sentier illuminé par le soleil au parc Sidi el Boukhari à Kénitra

### Aviron sportif
Un club d'aviron fut créé en 1925, sous le nom de Club Nautique de Kénitra (CNK), par Monsieur Lemelle, qui en fut son 1er président.
Les présidents qui succédèrent à Monsieur Lemelle furent: Messieurs Jallat, Paray, Pierre Noël (jusqu'à son décès en 1982), Mortier, Baghdadi, et Monsieur Hikki qui est à ce jour président de l'U A K. Le club changea de nom, en fonction des changements de Nom de sa ville. Dans les années 1940, le club passât de Club Nautique de Kénitra (C N K), à, Club Athlétique Port-Lyautéen (CAP), en 1956, La ville de Port-Lyautey reprenant son nom d'origine: Kénitra, le Club devint l'Union Athlétique de Kénitra (UAK). Les sportifs de ce club se sont illustrés pendant de nombreuses années.En effet le club peut s’enorgueillir de plusieurs places de finalistes aux Championnats de France d'aviron. Et surtout,
- de 3 titres de Champion d'Afrique du Nord en 4 barré, en 1954, 1955, 1956 et un titre en 8 barré en 1956
- d'un titre de Champion de France à Monaco en 2 barré en 1935 avec Soler et Canadas, Barreur Palombo
- d'un autre titre de champion de France en 1956, à Marseille, en 2 barré avec François VITALE et Pierre Crampette.
- d'une victoire aux Critérium de France en 1958 en 4 barré, à Mâcon, avec: M.Imbert, J.P Penaranda, M. Lathuilière, C. Straebler.
- d'une victoire aux Critériums d'Europe à Nice en 1960 avec: M.Imbert, P.Crampette, JL Maldonado, C. Straebler.
- Messieurs Bouchaib Baghdadi et Mohamed Idrissi Bourouis furent les représentants du Maroc en 2 Barré aux Jeux Méditerranéens de 1964.
- Palmarès du Club aux Championnats de France d’aviron de 1932 à 1960 Catégorie Cadets, Juniors, et Séniors:
- 5 médailles d'or
- 4 médailles d’argent
- 6 Médailles de bronze

C’était une époque où seules les premières places comptaient, et, où l’éloignement des plans d'eau de championnats, hors du Maroc, avait pour conséquence une organisation logistique qui frôlait l'aventure, lorsqu'une équipe sélectionnée, voulait y participer. Ce qui ne serait plus le cas de nos jours
La liste des titres de Champions du Maroc, acquis par le Club, serait trop longue pour être dans cette synthèse de l'activité du Club. Les championnats du Maroc furent très souvent organisés sur l'oued Sebou, puis à partir des années 1960 systématiquement organisés sur le lac de Mehdia.
Dans les années 1930, 40, et début 50 le plan d'eau de l'oued Sebou servait d'étape aux hydravions de l'aéropostale.
L'hydravion de Mermoz s'y est souvent posé.
Une trace de ce sport est mentionnée dans la courbe de l'oued Sebou comme étant l'anse de l’aviron; il ne s'agit pas des sympathiques "floucas" à rames des pêcheurs d'aloses qui campaient face au port mais bel et bien d'aviron sportif moderne.

### Football
Le KAC de Kénitra est l'un des grands clubs marocains. Il a gagné 4 titres de champion du Maroc et une coupe du Trône. Il évolue actuellement en deuxième division.
En 2007, le KAC a réussi sa montée en 1re Division, grâce à sa 2e place dans le championnat de 2e Division.
La ville dispose du stade municipal, d'environ 10 000 places. Il a été inauguré en 1916, actuellement en rénovation. C'est le premier stade de football construit sur le sol du royaume du Maroc, et il accueille les matchs du KAC, ainsi que ceux de la Renaissance de Kénitra, le 2e club de la ville, qui évolue actuellement en championnat amateur.

### Futsal
Le Dina Kénitra Futsal Club évolue en championnat du Maroc de futsal.

### Basket-ball
La section Basket-ball du KAC de Kénitra a remporté la Coupe du trône en 1984.
La municipalité dispose de la Salle Al Wahda qui est une salle couverte omnisports d'une capacité de 2 500 places. Elle accueille chaque année plusieurs manifestations sportives.

### Handball
La ville dispose de deux clubs de handball :
- KAC de Kénitra (handball) ;
- Alliance sportive de Kénitra de handball.

### Cyclisme
CYCLISME AUTREFOIS (Années 1950) A Kénitra = http://www.aakppa.org/articles.php?lng=fr&pg=4212

### Surf
Mehdia est le berceau du surf au Maroc. De nombreux spots y sont praticables tout au long de l'année avec des périodes de grosse houle pour les surfeurs confirmés (Spots de Sharatane, Moune, Chlihat) ou des périodes calmes, en été, propices aux débutants. (Consulter par exemple www.mehdiasurf.com).

## Jumelages
- Hammam Lif (Tunisie) depuis 1982
- Tavira (Portugal)
- Konya (Turquie)
- Bergerac (France)

## Personnalités liées à la ville
- Idriss ibn al-Hassan al-Alami, poète et linguiste, écrivain, décédé.
- Houssaine Anafal, ex footballeur international, a évolué au stade Rennais, décédé le 22 août 2012.
- Saïd Aouita, athlète champion olympique.
- Albert Assayag, auteur-compositeur, pianiste, accordéoniste, arrangeur et chef d'orchestre français.
- Karim Bennani[Lequel ?] dit « Kim » (Kim Bennani né en 1972 à Tétouan) et fils de l'artiste Moa Bennani, artiste peintre.
- Rachid Benzine, champion de France de kick-boxing et écrivain.
- Si Ahmed Boubia (1920-1978), nationaliste, résistant et historien marocain.
- Mohamed Boudiaf, homme d'État, 1er président du Haut Comité d'État de la République algérienne démocratique et populaire.
- Mohamed Boussati, ancien joueur du KAC de Kénitra et de l'équipe nationale du Maroc (détient le record du plus grand nombre de buts marqués sur une saison).
- Miloud Chaâbi, homme d'affaires et politicien marocain.
- Asmaa Chaâbi, femme politique marocaine[23].
- Youssef Chippo, ex-footballeur international marocain, a évolué à Porto et Coventry.
- Ismaël Ferroukhi, réalisateur marocain.
- Amina Aït Hammou, athlète marocaine.
- Badr Hari, né le 8 décembre 1984 à Amsterdam, de nationalité maroco-néerlandaise, est un kick-boxeur néerlando-marocain de poids lourds.
- Larbi Hazam, ancien footballeur international des années 1970-80.
- Jean-Pierre Koffel, écrivain français (séjour et décès le 2 novembre 2010)[24].
- Khalifa Laâbd, ancien footballeur marocain international.
- Henry de Lesquen, haut fonctionnaire et homme politique français.
- Lamia Messari-Becker, ingénieure, germano-marocaine, professeure de technique et physique de bâtiment de durabilité, a vécu à Kénitra.
- Colette Mourey, musicologue, compositeur et écrivain, née à Kénitra en 1954.
- Latifa Raâfat, artiste marocaine.
- Lalla Rami (2001-), chanteuse rappeuse marocaine de la scène musicale française, née à Kénitra.
- Mohamed Sijelmassi, auteur.
- Mohamed Zafzaf, écrivain.
- Fatima Sadiqi, professeure de linguistique et d'étude de genres.
- Omar Radi, journaliste.
- Riham El Hour, caricaturiste marocaine.
- Nayef Aguerd, un footballeur international marocain demi-finaliste du mondial 2022.
- Nouhaila Benzina, footballeuse internationale marocaine.

## Galerie d’images

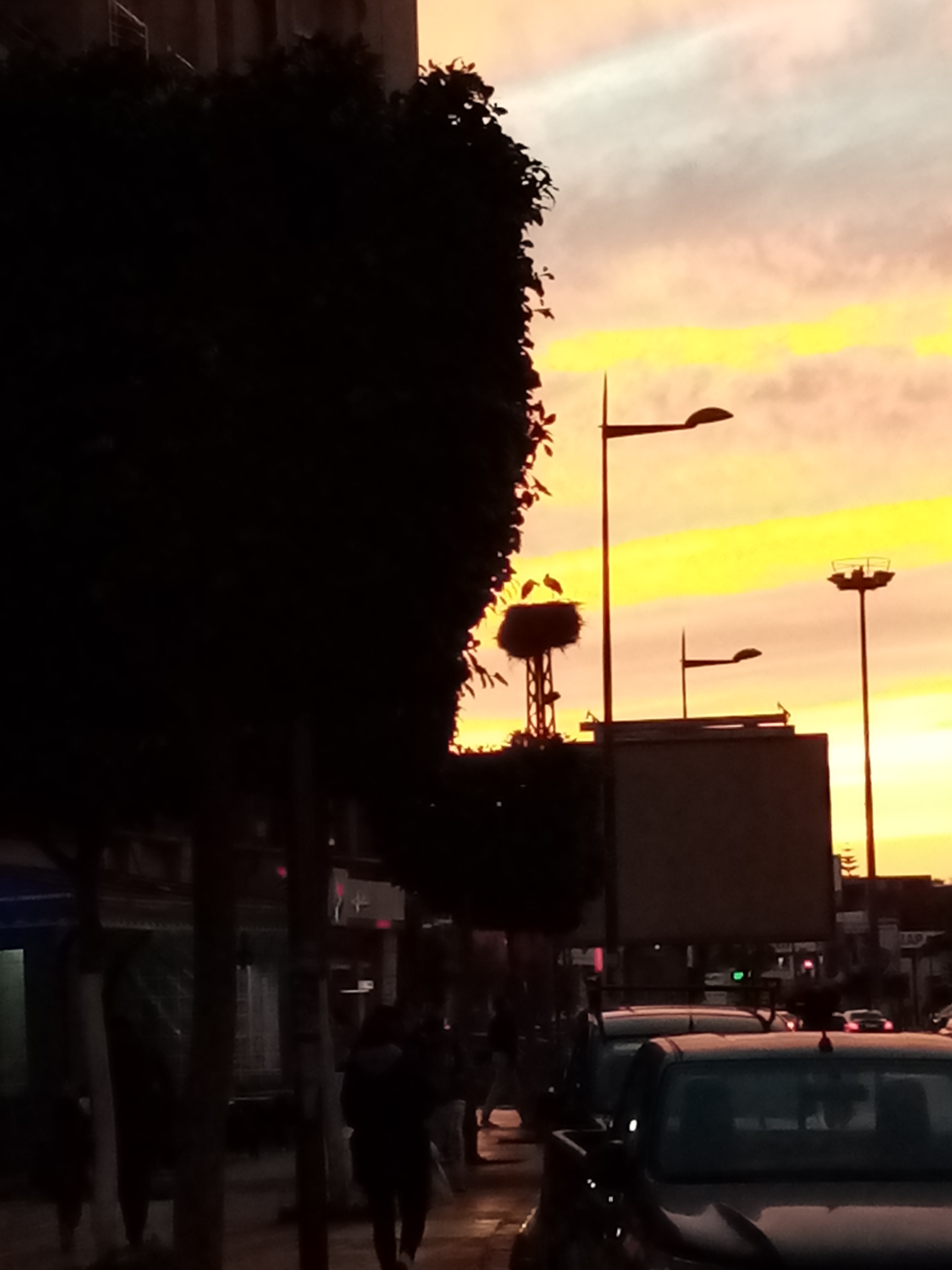
Rue de Kénitra au crépuscule avec des passants sur le trotoire, des voitures garées et au loin se détache un poteau électrique avec la silhouette d’un couple de cigognes ayant nidifié à son sommet
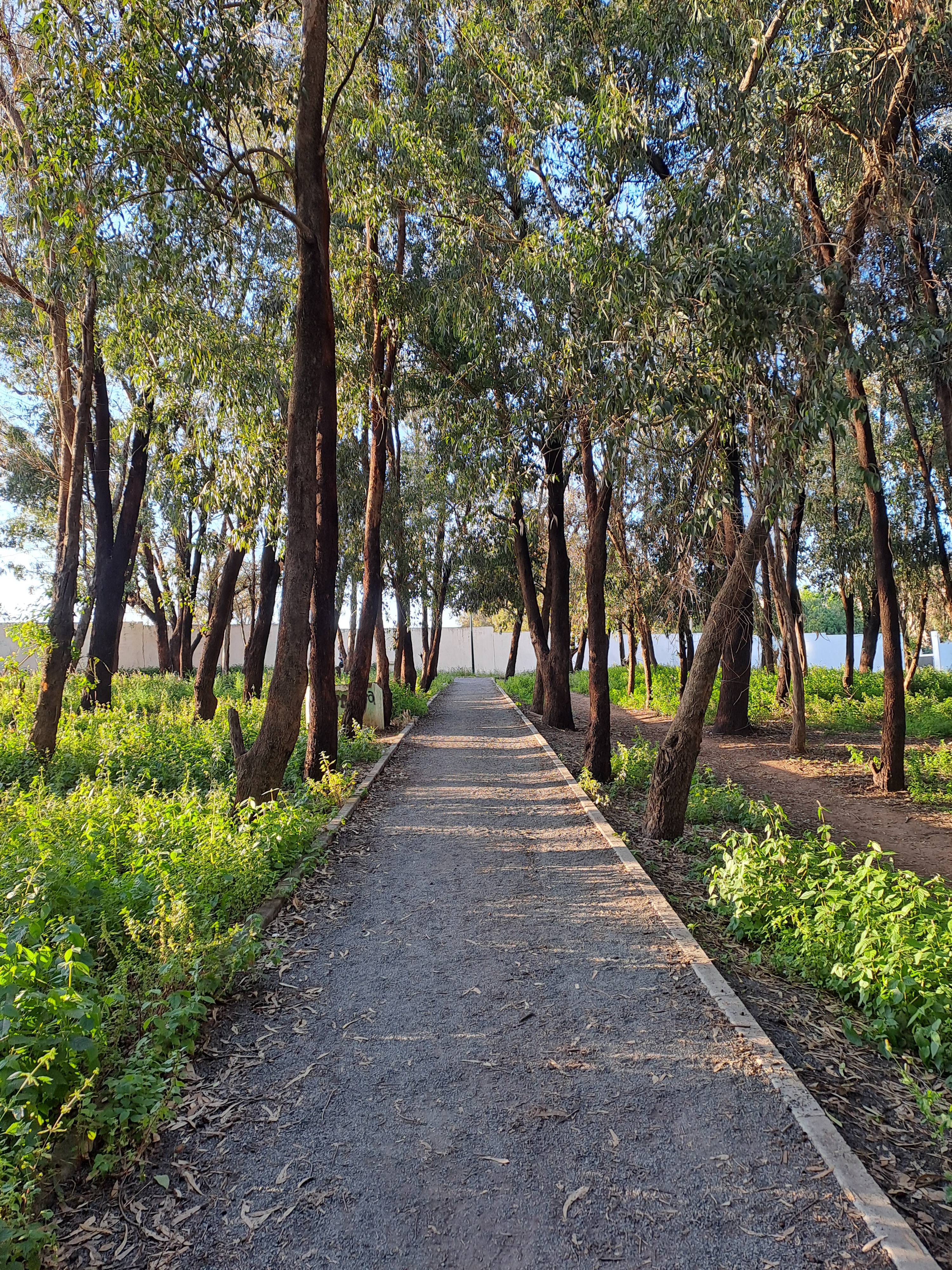
Un chemin sur le parc Sidi el Boukhari de Kénitra
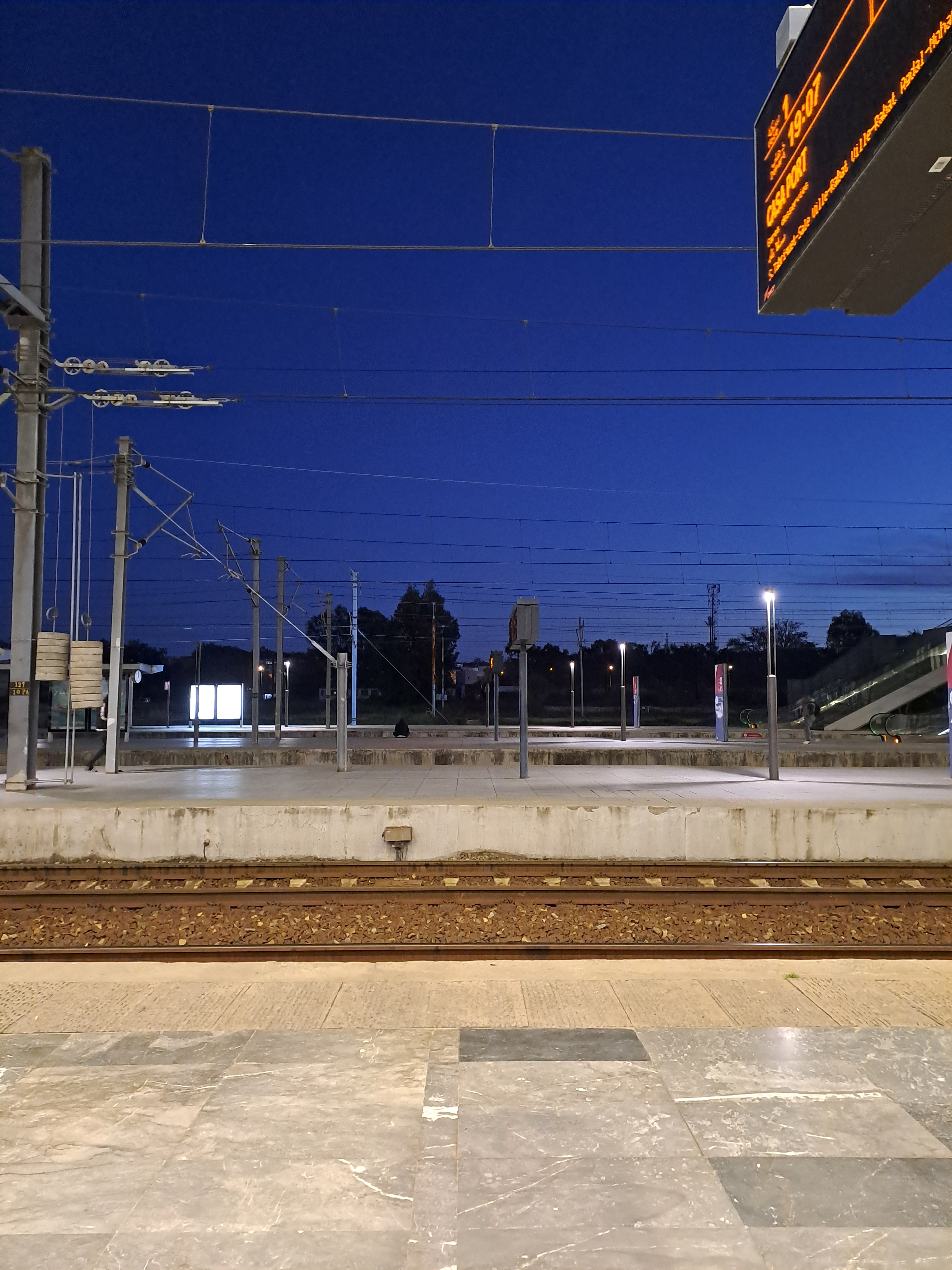
Vue sur la voie ferrée depuis le quai de la Gare de Kénitra à l’Heure bleue
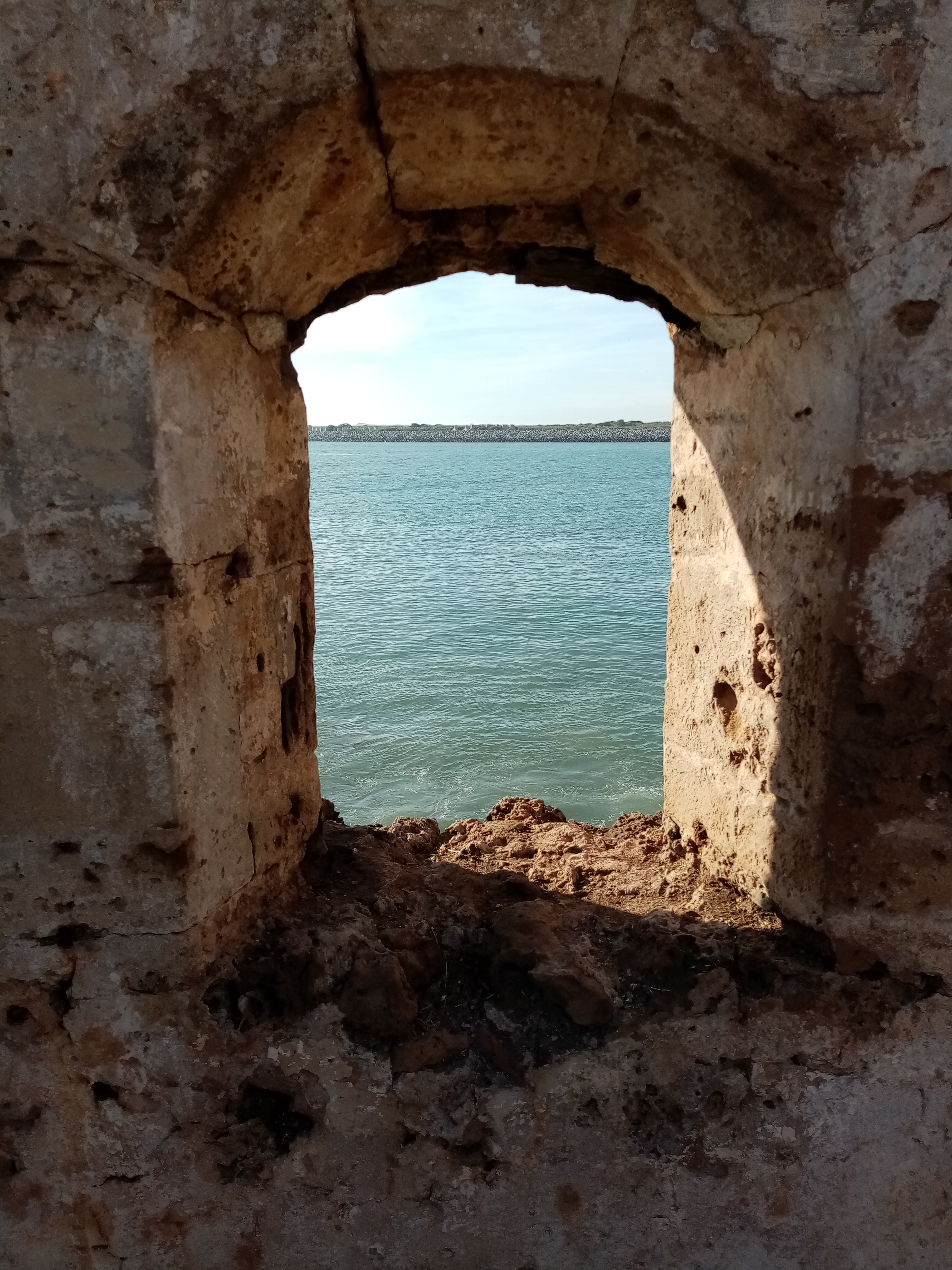
Fenêtre du bastion de la Kasbah de Kénitra donnant sur le Sebou